# Hazena
Hazena je moštvena športna igra z žogo. Igra je podobna sodobnemu rokometu in jo igrajo pretežno ženske. V igri dve ekipi poskušata vreči žogo v nasprotni gol. Ime izvira iz češčine, iz besede hazeti, kar pomeni vreči. Poznana je tudi pod imenom češki rokomet.

## Zgodovina igre

### Nastanek igre in razvoj do Prve svetovne vojne
Začetki hazene izvirajo iz Češke in datirajo v leto 1905. Začetnik igre je češki učitelj telesne vzgoje Anton Krištof. Igra je hitro postala zelo popularna med žensko mladino na Češkem. Anton Krištof je tudi postavil prva pravila igre, pri čemer se je zgledoval po pravilih igre cilova (terčova) natisnjenih v knjigi Josefa Klenkyja Telovična hry (1892). Pravila J. Klenkyja je dodelal Vaclav Karas in jih objavil v časopisu Vychova telesna leta 1905.
Anton Krištof je spoznal učence z igro na Akademiji na Strahovu, kjer je leta 1907 ustanovil tudi prvo ekipo v hazeni. Naslednje leto so bila objavljena tudi prva tiskana pravila igre. Leta 1909 so bile ustanovljene nove ekipe, v Pragi pa je A. Krištof ustanovil Zvezno komisijo hazenaških ekip (Svazova komise kroužku hazene). Leta 1911 je hazeno kot šport priznal Češki olimpijski odbor, ki je deloval samostojno v okviru Avstro-ogrskega olimpijskega odbora. Leta 1912 je bila igra prikazana na VI. vsesokolskem zletu v Pragi. Pred prvo svetovno vojno se je igra razširila v Rusijo, kjer se je igrala predvsem v ukrajinskih mestih na gimnazijah. V Rusiji so igro imenovali handbol.  Med prvo svetovno vojno je razvoj hazene zastal.
Osnovno moštvo v hazeni se imenuje družina.

### Razvoj hazene med obema vojnama
Leta 1918 je Čeh Jaro Trantina izdal nova, predelana pravila hazene. Na Češkem je leta 1920 ustanovljena Češkoslovaška zveza hazene in ženskih športov, naslednje leto (1921) pa je v Parizu ustanovljena Mednarodna federacija ženskih športov, ki je hazeno uvrstila v program svetovnih športnih igre žena. Leta 1922 so igralke hazene iz tedanje Češkoslovaške igro demonstrirale v Monte Carlu in Parizu.
V času Sovjetske zveze je igra doživela velik razmah na področju današnje Rusije in Ukrajine..
Med letoma 1923 in 1924 so bile odigrane prve mednarodne tekme v hazeni, posebej med reprezentancami Češkoslovaške, Francije, Poljske in Jugoslavije. Na tretjih Svetovnih športnih igrah žena v Pragi leta 1930 so izvedli tudi prvo Svetovno prvenstvo v hazeni. Naslov prvakinj je osvojila ekipa Češkoslovaške, ki je v finalu premagala ekipo Jugoslavije z rezultatom 8:5. Na naslednjih Svetovnih športnih igrah žena v Londonu, leta 1934 je zlato medaljo osvojila ekipa Jugoslavije, ki je v finalu premagala Češkoslovaško z rezultatom 6:4. Po teh igrah je bila Mednarodna zveza za ženske športe ukinjena, kar je v precejšnji meri vplivalo na vpad zanimanja za hazeno.
Med drugo svetovno vojno je bilo igranje hazene na Češkem zelo popularno v tedanji državni tvorbi nemških okupacijskih sil, v Protektoratu Bohemija in Moravska. V začetku štiridesetih let so zabeležili 25.884 registriranih igralcev hazene, saj se je na igranje hazene gledalo kot na domoljubno dejanje.

### Razvoj hazene na področju nekdanje Jugoslavije
Na teritoriju nekdanje Jugoslavije se hazena prvič pojavi leta 1920, kot interna športna igra v Prvem dijaškem športnem klubu Olimpija v Slavonskem Brodu. Prva uradna tekma v hazeni je bila odigrana 10. avgusta 1930 v Osijeku na zletu židovske mladine Jugoslavije, med družinama Osijeka in Vukovarja. Zmagala je družina iz Vukovarja z rezultatom 4:1.
Pozneje se je interes za igranje hazene razširil predvsem v mestih Slavonije in Srema. Leta 1920 je bila v okviru ŠK Ilirija (Športni klub Ilirija) v Ljubljani ustanovljena sekcija za hazeno, pozneje istega leta tudi v Mariboru. V letih 1920 in 1921 se je hazena razširila po Bosni in Dalmaciji, saj so bile ustanovljene ekipe v Derventi, Sarajevu, Tuzli, Splitu. V Beogradu je Čeh K.Stanjek organiziral ekipo med tamo živečimi rojaki leta 1921, pozneje pa so bile ustanovljene ekipe v okviru BSK (Beogradski sportski klub) in SK Jugoslavija (Sportski klub Jugoslavija). Sredi tridesetih let se je hazena igrala tudi v Nišu. Na teritoriji Vojvodine je bila prva ekipa ustanovljena leta 1921 v Velikem Bečkereku (današnji Zrenjanin), pozneje pa še v Subotici, Somborju, Novem Sadu, Vršcu in Beli Crkvi. V osrednji Hrvaški se je igra razvila najprej v Varaždinu in pozneje tudi v Zagrebu. V Zagrebu je bila prva tekma v hazeni odigrana 30.julija 1922 med dvema ekipama HAŠK-a (Hrvatski amaterski športski klub). Ker je bila tekma odigrana kot predtekma nogometni tekmi, jo je videlo 3.000 gledalcev. Že čez 15 dni pa je bila organizirama prva mednarodna tekma med ekipo HAŠK in SK Židenice iz Brna. V Črni gori je hazena prisotna od leta 1924 v Kotorju, leta 1927 pa je bila odigrana propagandna tekma v Cetinju. Od leta 1925 se hazena igra v makedonskih mestih Skopje, Kumanovo in Veles.
Zelo pomembno vlogo pri razvoju hazene je imel Bogdan Cuvaj (1905-1983), atlet in hazena trener. Pod njegovim vodstvom je bilo moštvo zagrebške Concordie nepremagljivo, pa tudi reprezentanca Jugoslavije, kjer so glavnino tvorile igralke Concordie. Pozneje je B. Cuvaj deloval tudi kot športni zgodovinar.
18. junija 1923 je hazena vključena v Jugoslovansko lahkoatletsko zvezo, leta 1924 pa je organizirana samostojna Jugoslovanska hazena zveza s sedežem v Beogradu in z organiziranimi področnimi podzvezami v Beogradu, Zagrebu, Ljubljani, Velikem Bečkereku in od leta 1932 v Slavonskem Brodu.
Jugoslovanska hazena zveza je organizirala med letoma 1925 in 1938 deset prvenstev Jugoslavije. Na prvenstvih so sodelovale tudi ekipe iz manjših mest. Naslove prvakov so osvajale ekipe
- 1925 BSK, Beograd
- 1927 HŠK Concordia, Zagreb
- 1928 I SSK Maribor, Maribor
- 1931 HŠK Concordia, Zagreb
- 1932 HŠK Concordia, Zagreb
- 1933 HŠK Concordia, Zagreb
- 1934 HŠK Concordia, Zagreb
- 1935 SK Viktorija, Slavonski Brod
- 1937 HŠK Concordia, Zagreb
- 1938 HAŠK, Zagreb

### Hazena v Sloveniji
Prva ekipa hazene v Sloveniji je bila organizirana leta 1920 v okviru ŠK Ilirija. Sekcijo je vodil češki nogometni trener J. Loos, ki je deloval v klubu. Poleg tega je v Ljubljani delovalo moštvo Antene. V Mariboru so hazeno igrali v okviru I SSK Maribor, kjer je dejavnost vodil R. Šepec. Na Rakeku so leta 1926 ustanovili hazena klub Javornik. Igralkam je bilo udejstvovanje s hazeno praviloma dodatna dejavnost, saj se je večina ukvarjala tudi z ostalimi športnimi dejavnostmi.

### Mednarodno udejstvovanje
Prvo tekmo je reprezentanca Jugoslavije odigrala 28. junija 1928 v Beogradu z reprezentanco Češkoslovaške. Tekmo je dobila gostujoča ekipa z rezultatom 8:3. Zadnjo tekmo je reprezentanca Jugoslavije odigrala 8.septembra 1935 v Varšavi s Poljsko. V tem času je reprezentanca odigrala skupaj 12 tekem (6 zmag, 6 porazov, gol razlika 87:64).
Reprezentanca Jugoslavije v hazeni je dvakrat sodelovala na Svetovnih športnih igrah žena, kjer je bilo organizirano tudi svetovno prvenstvo v hazeni. Po srebrni medalji leta 1930 v Pragi, je z zmago v Londonu leta 1934 dosegla tudi največji uspeh. Ekipo so sestavljale naslednje članice Marica Cimperman (Concordia, uslužbenka), Fanči Bernik (Antena Ljubljana, krznarska delavka), Anica Oman (Ilirija, uslužbenka), Zlata Tonković-Cuvaj (Concordia, uslužbenka), Nada Bobinsky (Concordia, uslužbenka), Ivka Tonković (Concordia, uslužbenka), Zdenka Radović-Kunštek (Concordia, uslužbenka) in rezerve Ema Gršetić (Concordia, lekarniška laborantka), Katja Mihočinović (Concordia, uslužbenka) in Melita Lovrenčić (Concordia, dijakinja VII. razreda gimnazije).

### Hazena po drugi svetovni vojni
Po drugi svetovni vojni se je igranje hazene obnovilo na Češkoslovaškem, Sovjetski zvezi, Poljski in Jugoslaviji. Tako so leta 1954 samo v tedanji Češkoslovaški registrirali 26.125 igralcev hazene v 447 klubih (družinah). V Jugoslaviji je igranje hazene zamrlo leta 1953. Danes pa je igranje hazene prisotno zgolj še na Češkem, na Poljskem in v Sovjetski zvezi pa je zamrlo v sedemdestih in osemdesetih letih dvajsetega stoletja.
Igranje hazene so po drugi svetovni vojni na področju nekdanje Jugoslavije obnovili leta 1947 v Vojvodini (Novi Sad, Debeljača) ter leta 1948 v hrvaški pokrajini Slavoniji (v mestih Slavonski Brod, Valpovo, Borovo, Osijek, Vinkovci, Donji Miholjac). Naslednje leto je ustanovljen tudi Odbor za hazeno pri Fizkulturni zvezi Hrvaške in leta 1950 tudi samostojna Hazena zveza Hrvaške. Poleg tega so jo igrali še v Bosanskem Brodu. Z uvedbo igranja in razvojem tedanjega malega rokometa v letih 1949 in 1950, so se hazena družine prilagodile pravilom malega rokometa, kar je vodilo tudi do ukinitve Hazena zveze Hrvaške leta 1951, hazena družine pa so se vključile v Rokometno zvezo Hrvaške, ter njena tekmovanja.
Danes se igranje hazene prakticira samo še na Češkem, tako v moški kot ženski konkurenci ter v dvoranah. Organizirana imajo tudi redna tekmovanja za naslov prvaka Češke.

## Igrišče za hazeno
Hazena se je igrala na prostem, na travnatem igrišču pravokotne oblike. Igrišče je v dolžino merilo med 48 in 51m, ter v širino 30 do 34m. Najidealnejša mera igrišča je bila 48x32m. Igrišče je bilo razdeljeno v tri polja in sicer v dve obrambni polji pred vsakimi vrati v fiksni dolžini 16m od zunanje črte. Srednje polje je obsegalo od 16 do 19m. Na sredini obeh zunanjih črt po širini so bila vrata (gol) visoka 2,40m in široka 2,00m. Za prečno črto med vratnicama je postavljena mreža, ki je segala 80 do 110 cm izven igrišča. Vratnici in prečka vrat so bile kvadratnega profila dimenzij 8 do 10 cm. Pred vsakimi vrati je narisana polkrožna črta s polmerom 6m od središčne točke črte med vratnicama. Do leta 1935 je bilo to polje pravokotne oblike dimenzij 5x6m. Na točki oddaljeni 6m od sredine gola se je nahajala točka za izvajanje kazenskih strelov, do leta 1935 na 5m.
Na sredini polja je bila narisana 8m dolga središčna črta, ki jo središčna točka igrišča deli na dve polovici. Vzporedno s središčno črto sta bili narisani dve vzporedni črti enake dolžine, vsaka oddaljena po 4m od središčne črte.

## Pravila igranja hazene
Hazena se je igrala z usnjeno žogo obsega 62 do 68 cm ter teže 300 do 350g. Moštvo je sestavljalo 7 igralcev (igralk), od tega 3 napadalci (napadalke), 2 pomoćnika (pomočnici), branilec (branilka) in vratar (vratarka). Igralni čas je znašal 2x30 minut za moške, 2x25 minut za ženske, 2x20 minut za mladince in 2x15 minut za mladinke. Odmor med polčasema je znašal 10 minut.
Začetni udarec in začetne strani posameznih moštev so se določale kot pri drugih športnih igrah.
V igri ekipa, ki ima v posesti žogo skuša s hitrimi, enostavnimi kombinacijami priti v priložnost za metanje žoge v nasprotnikova vrata. Pri tem ji ekipa, ki ni v posesti žoge skuša odvzeti žogo in omejevati njihove kombinacije. Igralka sme žogo nositi največ tri korake ali držati v rokah največ tri sekunde. Dovoljeno je žogo dvakrat udariti ob tla in po volji metati v zrak. Pri podaji žoge soigralki mora ta biti oddaljena najmanj dva metra. Ni dovoljeno udarjanje, dotikanje žoge z nogo pod kolenom. Kadar žoga zapusti igrišče ob stranski črti (avt) igro nadaljuje moštvo, ki ni imelo zadnje posesti žoge. Moštvo igro nadaljuje na mestu, kjer je žoga zapustila igrišče. V primeru, da žoga zapusti igrišče na zadnji črti se dosodi kot v primeru, če je imelo moštvo, ki čuva vrata zadnjo posest žoge.
Igralke imajo tudi omejeno gibanje. Vratarka in branilka se lahko prosto gibljeta samo v svojem obrambnem polju vključno z vratarjevim poljem, pomočnici se lahko gibljeta samo v lastnem obrambnem polju, razen v vratarjevem prostoru ter v srednjem, nevtralnem polju. Napadalke se lahko prosto gibljejo v srednjem polju ter v napadalnem polju vključno z nasprotnim vratarjevim prostorom. Met na nasprotni gol iz nasprotnikovega vratarjevega prostora ni dovoljen.
Za kršenje pravil igre z žogo se dosoja prosti met v korist nasprotne ekipe (družine). Pri tem morajo biti igralke moštva, ki ne izvaja prosti met oddaljene najmanj štiri metre od mesta izvajanja prostega meta. Kršenje pravil igre z žogo predstavlja nepravilen začetni met, napačno metanje žoge v igro, daljše od treh sekund držanje žoge v rokah, nošenje žoge več kot tri korake, več kot dvakratno zaporedno metanje žoge ob tla, podaja žoge igralki, ki ni bila oddaljena vsaj dva metra, prestop igralke v nedovoljeno polje, za prestop napadalke v vratarjev prostor ob metu žoge na nasprotna vrata, za igranje z nogo, za nešportno vedenje proti sodniku, nasprotni igralki ali občinstvu.
Za namerno igranje z nogo v lastnem obrambnem polju, za igro s pestjo v vratarjevem prostoru, za izbijanje žoge iz rok nasprotnice, ko ta poskuša vreči žogo na nasprotna vrata, za držanje nasprotnice z rokama za telo in za druge podobne prekrške se dosodi kazenski strel. Kazenski strel se izvaja z razdalje 6m.
Gol je dosežen, ko žoga v celotnem obsegu preide prek povprečne črte znotraj vrat, in da pri tem igralka, ki je dosegla gol ne krši pravil iger. Isto velja tudi za njene soigralke.
Zmaga moštvo (družina), ki doseže večje število golov. Če obe moštvi (družini9 dosežeta enako število zadetkov ali, če v tekmi ni bilo doseženih golov se tekma konča z neodločenim rezultatom.

## Tehnika igranja hazene
Igra se odvija v obliki hitrih, kratkih tekov brez žoge, v obliki lovljenja, vodenja ali podajanja žoge in metanja žoge v nasprotna vrata. Med izvajanjem posameznih elementov igranja pa je potrebno upoštevati, da igralke nasprotnega moštva izvajajo nasprotne aktivnosti, ki naj onemogočijo izvajanje elementov.